# Олов'яний шлях

Мапа відомих у старовину покладів олова

Олов'яний шлях — торговельний маршрут, що зв'язував Рим, Галлію, Германію, Паннонію, франкські, скандинавські й балтійські народи. Шлях проходив від Середземномор'я до Британських островів. 

## Опис
Видобуток і використання олова можна датувати початком бронзової доби близько 3000 до н. е., коли було виявлено, що мідь формується з поліметалічних руд, які через різний вміст металу мають різні фізичні властивості. Оскільки Європа має дуже мало джерел олова, протягом найдавніших часів його імпортували на великі відстані з відомих районів видобутку, а саме Рудних гір (уздовж кордону між Німеччиною і Чехією),  Піренейського півострова, Бретані у Франції, Девону і Корнуоллу на південному заході Англії.
З Одера олово йшло також в Карпати (потрібне для виготовлення бронзи).

## Цікаві факти
В стародавні часи стверджували, що Атлантичний океан непридатний для мореплавання через мул, який нібито заважає судам. Такого роду твердження повторювалися навіть в більш пізні часи, проте відомо, що вони поширювалися навмисно. Цим користувалися фінікійські мореплавці, щоб відбити у конкурентів бажання здійснювати плавання у відкритому морі далеко від суші по той бік «Стовпів Геракла», — адже саме там пролягав водний шлях на Британські острови за оловом і до західних берегів Африки.

## Галерея

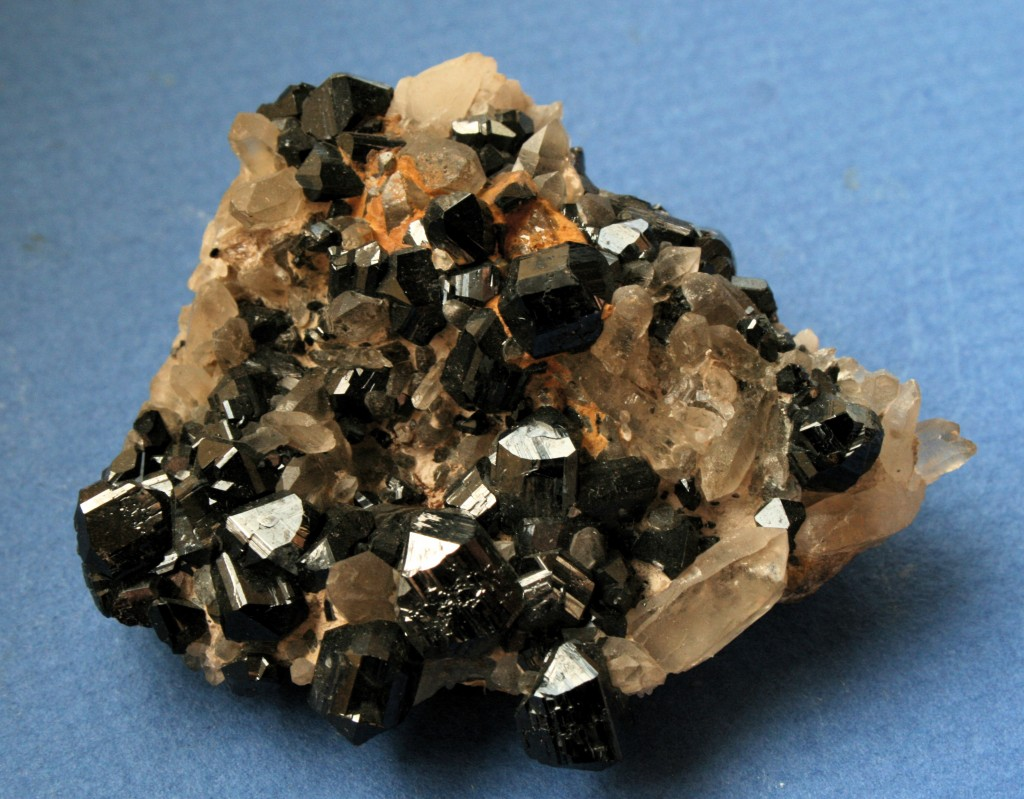
Каситерит — мінерал, з якого добувають олово
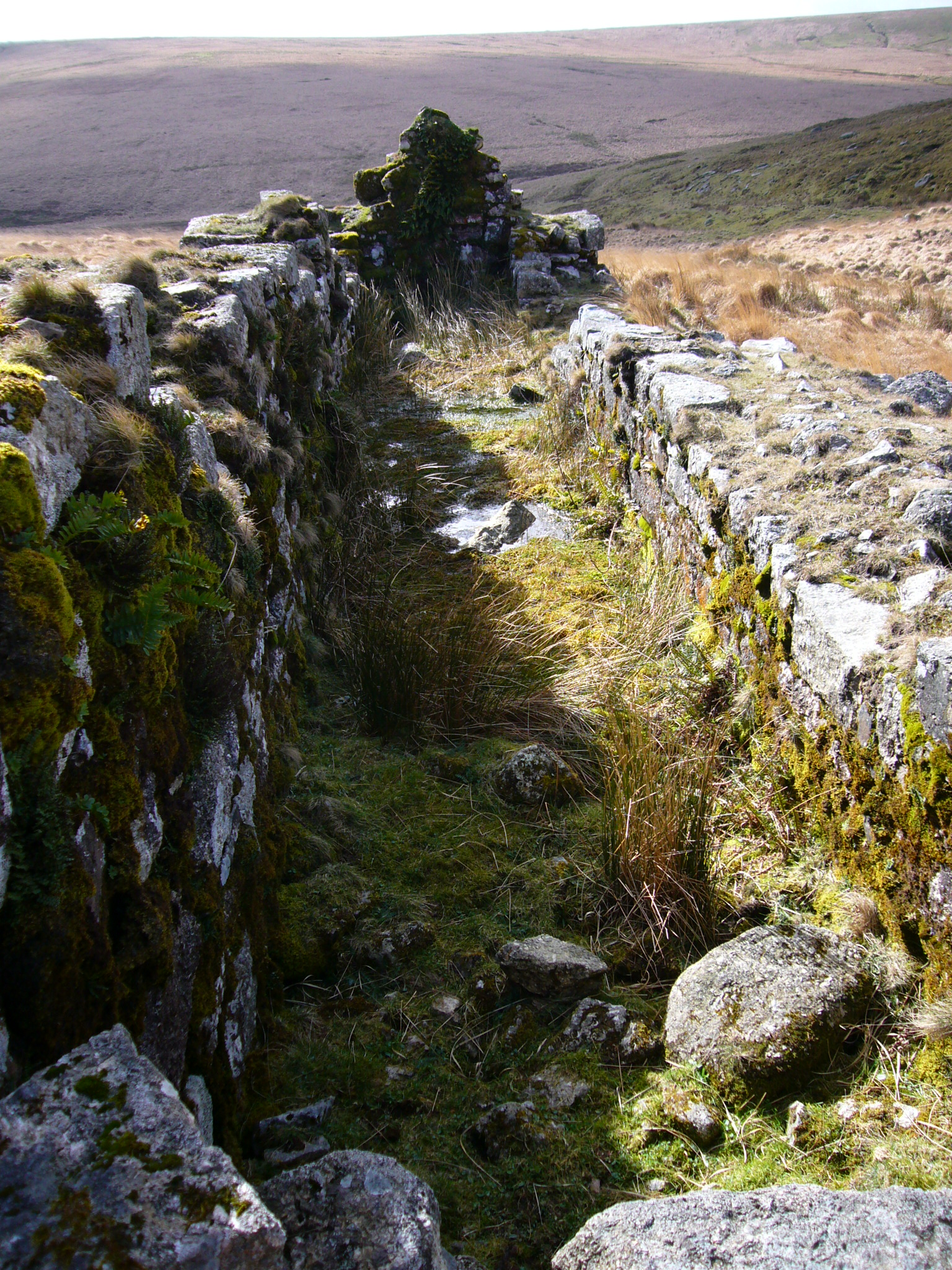
Давня олов'яна копальня у південному Дартмурі, Велика Британія
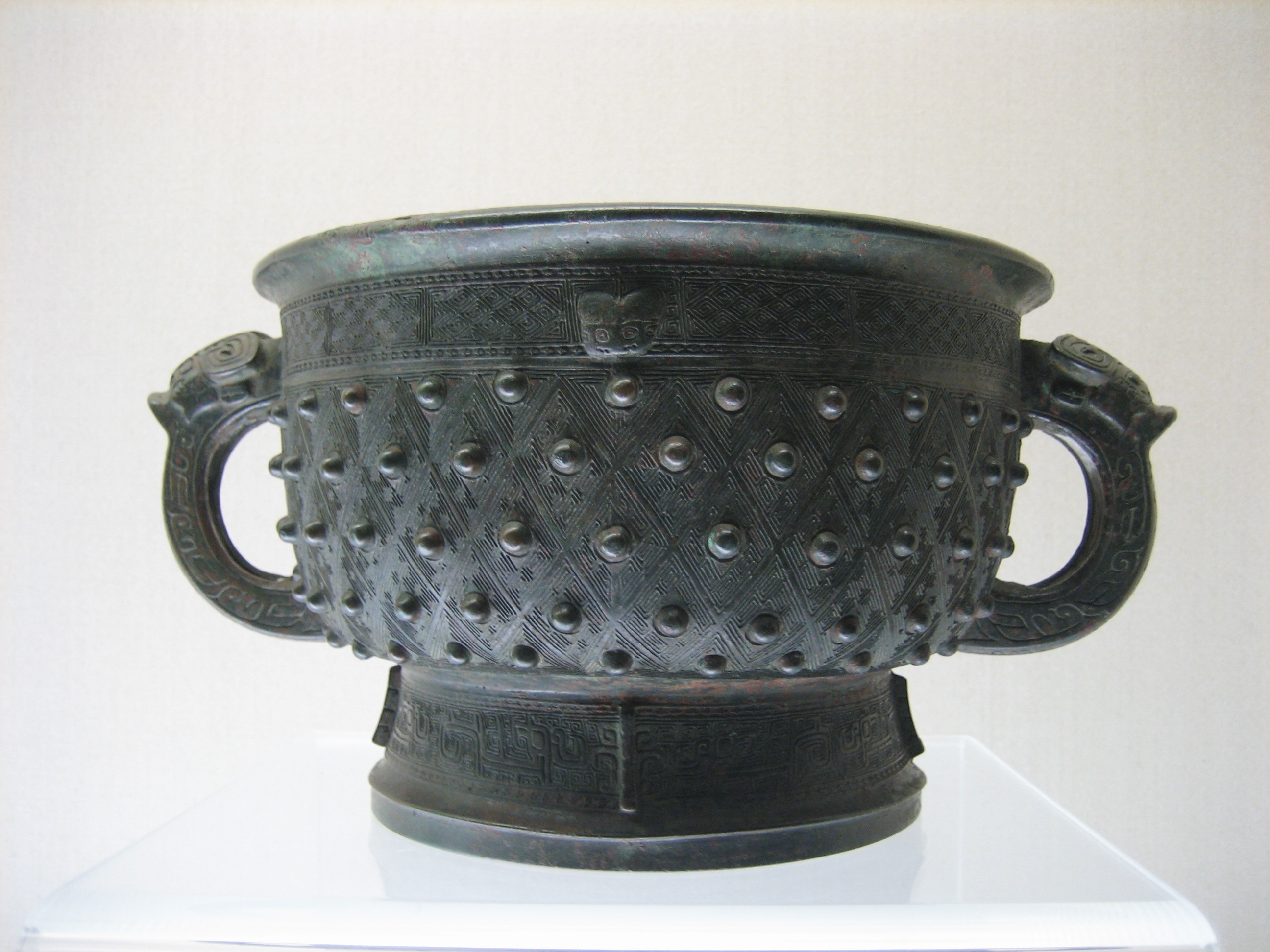
Олововмісний предмет епохи Шан